# オリオン座カイ2星
オリオン座χ2星（オリオンざカイ2せい、χ2 Orionis、χ2 Ori）は、オリオン座の恒星である。見かけの等級は4.63と、肉眼で見える明るさである。ふたご座OB1アソシエーションに属するとみられる青色超巨星で、強力な恒星風を発している。はくちょう座α型に分類される変光星でもある。

## 位置
オリオン座χ2星は、オリオン座の中でオリオンが振り上げた棍棒の先端に位置する。少し離れたところに、同じバイエル符号を持つオリオン座χ1星があり、両者は似たような見かけの明るさをしているが、実際には太陽からの距離は全く異なる。
オリオン座χ2星は、ふたご座OB1アソシエーションに属するものと考えられている。その前提で、ふたご座OB1アソシエーションの距離指数を適用して距離を計算すると、およそ4900光年である。ただし、別の方法による距離の推定もあり、求められた距離は大きく異なる。スペクトル型から絶対等級を仮定し、観測等級との比較から距離を推定した測光距離では、およそ3500光年である。一方、ヒッパルコス衛星が測定した年周視差を基に計算すると、およそ1800光年となる。

## 特徴
オリオン座χ2星は、明るいB型超巨星で、スペクトル型はB2 Iaに分類される。表面の有効温度は、19000 Kに上る。ふたご座OB1に属すると考えると、光度は太陽の45万倍にもなり、高光度青色変光星に近い明るさである。この距離と光度では、3等星としてみえてもおかしくないが、1.4等級に及ぶ星間減光を受けているので、見かけの等級は4.6止まりである。半径は太陽の62倍、質量は太陽の32倍程度と推定される。
オリオン座χ2星のスペクトルには、強い星間吸収線がみられることから、この方向の星間物質の組成や構造の検証手段としても、よく観測されている。星間ガスの金属元素として3番目に発見されたチタンの検出も、オリオン座χ2星などの観測が基になっている。

### 恒星風
オリオン座χ2星は、強力な恒星風を発生させ、1年当たり太陽質量の100万分の1程度の質量を失い続けている。このことは、水素のHα線や、紫外域の炭素イオンなどの共鳴線に、P Cyg プロファイルがみられることにも現れている。恒星風の終端速度は、510 km/sに達する。また、恒星風にかかわるスペクトル線の輪郭が時間変化を示すことも知られており、恒星風は常に一定ではなく、密度や速度に変化が生じるものであることがわかる。線輪郭の詳しい分析からは、幾何学的に薄く光学的には厚い、殻状構造が爆発的に膨張する事象や、密度や速度の分布に塊状の局所構造が形成される様子が示唆されている。

### 変光

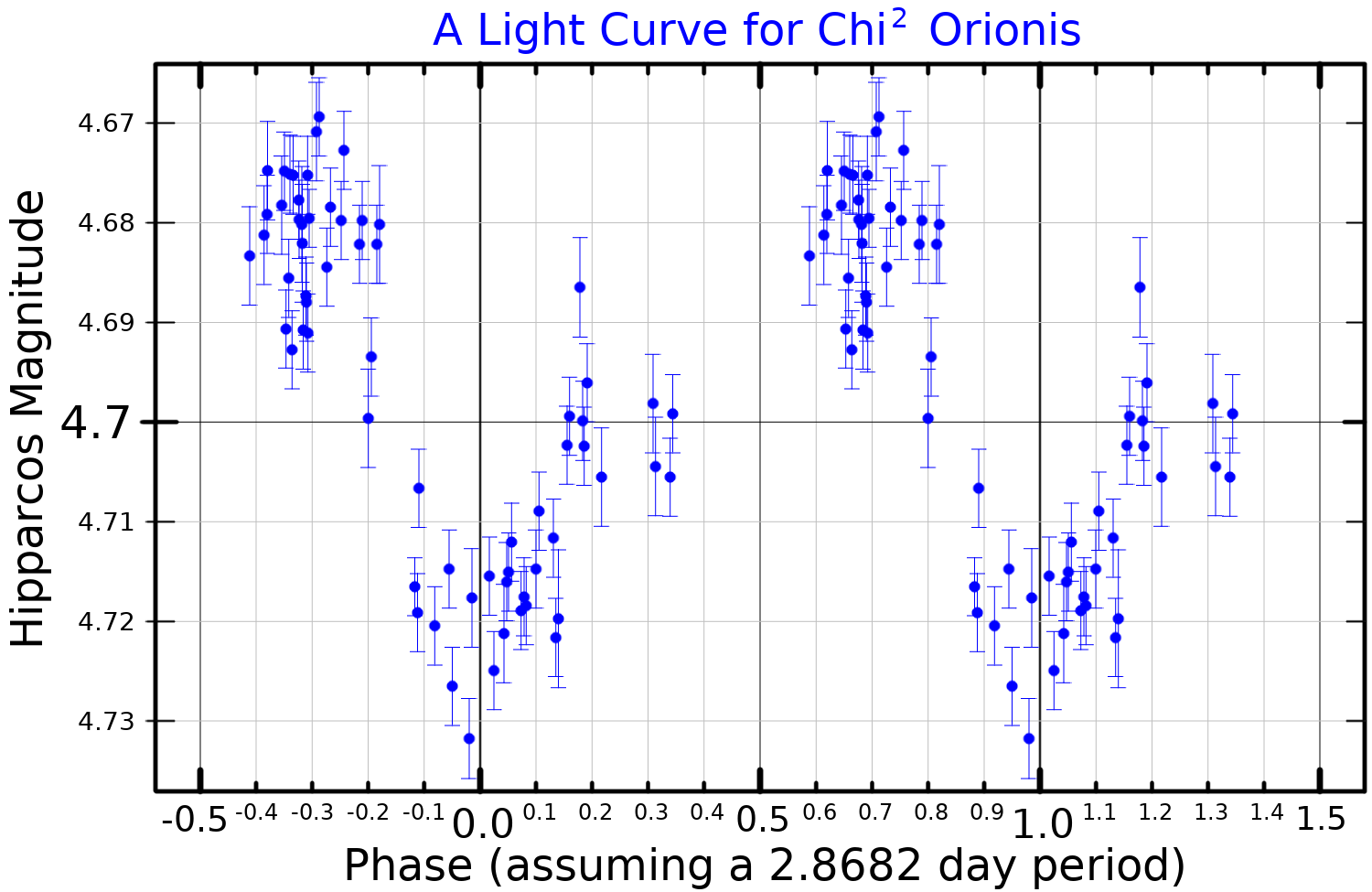
オリオン座χ^{2}星の光度曲線（ヒッパルコスのデータによる）。

オリオン座χ2星は、ヒッパルコス衛星の観測結果から、わずかに変光していることがわかった。ヒッパルコスの測光システムで、4.68等から4.72等までの光度変化を示し、その周期は2.869日と求められた。その特徴から、オリオン座χ2星は、はくちょう座α型変光星に分類され、変光星総合カタログにも確定した変光星としてそう収録されている。また、Hα線の変化による周期解析から、80日以上、約40日、0.957日、0.922日の変動周期が存在する可能性も示唆されている。

## 名称
中国ではオリオン座χ2星は、おうし座139番星、ふたご座1番星、オリオン座χ1星と共に、予兆や妖怪を司る神を表す司怪（拼音: Sīguài）という星官を形成する。オリオン座χ2星自身は、司怪三（拼音: Sīguàisān）すなわち司怪の3番星と呼ばれる。